# SEAT 1200 Sport

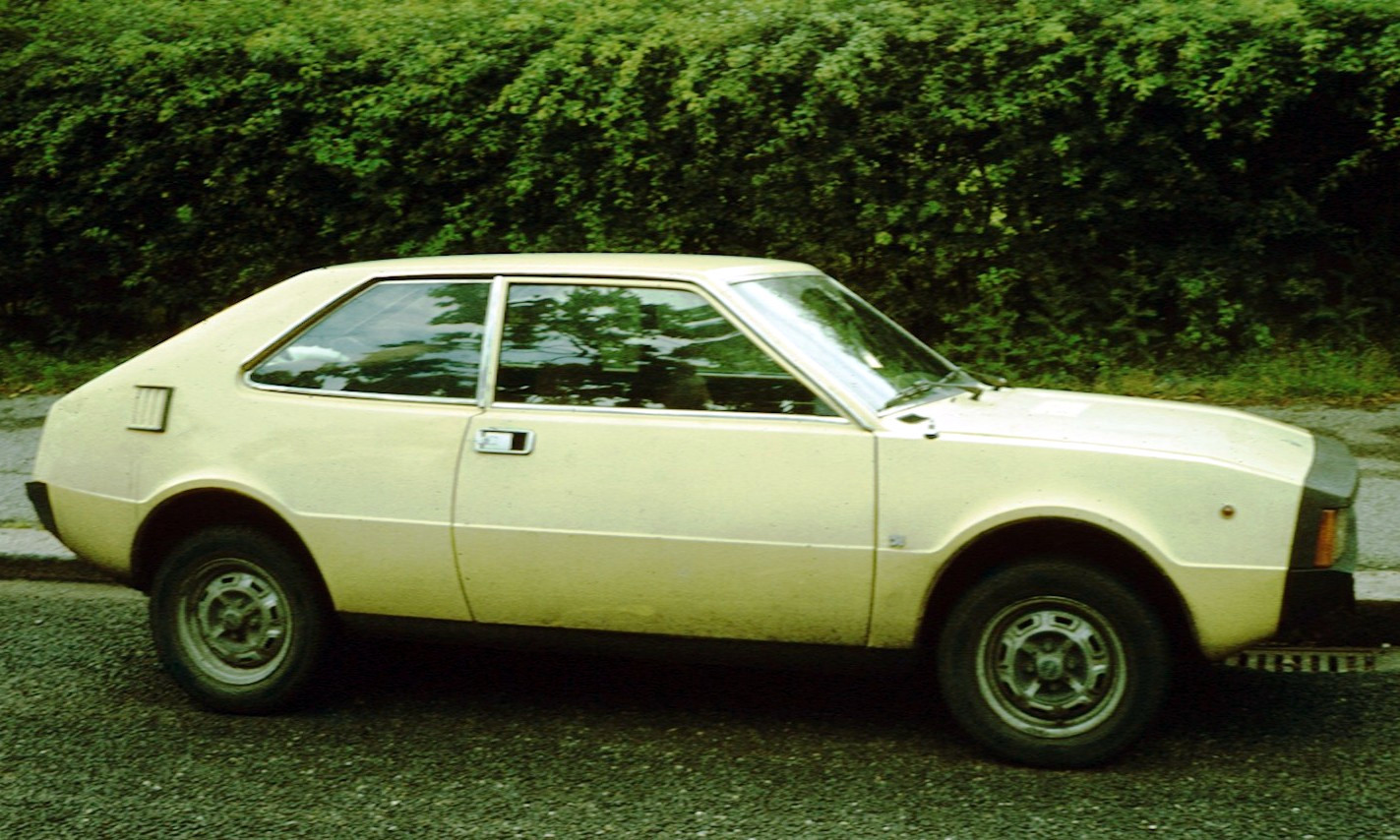
Vista lateral del SEAT 1200 Sport

El SEAT 1200 Sport és un coupé fabricat per SEAT entre 1975 i 1980. El projecte del 1200 Sport va ser proposat a SEAT per part d'INDUCAR (Industrial de Carrocerias), una cooperativa carrossera de Terrassa, que subministrava a SEAT les carrosseries de quatre portes del 850 dissenyades per l'enginyer Terrassenc (Antoni Amat Armengol). Després de l'exhibició del Glasurit NSU Nergal al Saló de Torí de 1970, Antoni Amat, de la carrossera Inducar de Tarrasa, arriba a un acord amb Sessano per desenvolupar-lo amb la seva empresa. El disseny original era el d'un vehicle amb motor del darrere, per això les falses brànquies laterals de refrigeració. Després es va oferir el projecte a SEAT i aquesta, interessada, va aprovar el desenvolupament d'un nou model amb base. Per al primer prototip, denominat 127 coupé, es va usar el bastidor del SEAT 127. El desenvolupament va continuar amb la creació d'una nova maqueta d'argila , un material més fàcil de retocar, que va ser remodelada fins a arribar al disseny definitiu. Per a la motorització es va rebutjar el motor de 903 cm³ que equipava el 127 i es va utilitzar en el seu lloc un de 1197 cm³ que rendia 67 CV, raó per la qual la denominació comercial del model va ser SEAT 1200 Sport. Aquest motor, originari del SEAT 124, va ser muntat transversalment amb una inclinació de 17°. La seva potència permetia que aquest petit 2+2 assolís una velocitat punta propera als 160 km/h.
Presentat per primera vegada el desembre de 1975 i venut comercialment des del febrer de 1976 fins al setembre de 1979, va ser el primer cotxe desenvolupat íntegrament en el nou equip de la companyia. va obrir Centre Tècnic de Martorell. La seva versió inicial estava impulsada pel motor més gran de 1.197 cc de 67 PS (desenvolupat per al SEAT 124), muntat transversalment i inclinat cap endavant 16 °, donant al petit 2+2 una velocitat màxima de 157 km/h mitjançant la seva caixa de canvis de quatre velocitats transmissió. Malgrat les seves aspiracions esportives, la seva potència es va veure limitada per una relació de compressió relativament baixa, que reflecteix els nivells d'octans de combustible disponibles al seu mercat d'origen.
El disseny de la carrosseria de talls afilats del 1200 Sport tenia un coeficient d'arrossegament (cd) de 0,37. Va ser comprat a NSU d'Alemanya, després que la firma alemanya abandonés els seus plans per llançar el NSU Nergal, el seu propi cotxe esportiu petit basat en el NSU Prinz de motor posterior, presentat com un prototip al Saló de l'Automòbil de Torí de 1970 i dissenyat pel dissenyador italià Aldo Sessano. Antoni Amat, director tècnic de Inducar (Industrias de la Carrocería, proveïdor extern de SEAT) va proposar el projecte 1200 Sport a SEAT, amb la mediació de Günter Óistrach, després de la visita i contactes del primer al Saló de l'Automòbil de Torí. L'empresa terrassenca Inducar es va encarregar de la producció del xassís del cotxe. Per adaptar-se a la plataforma SEAT prevista per al cotxe, el disseny de Nergal es va modificar per incloure elements d'un altre dels concept cars de Sessano, l'OTAS KL112, ja que es basava en el Fiat 127. Una característica del disseny original de NSU Nergal que es va mantenir en el model de producció eren les sortides d'aire al tercer pilar, just a sobre del pas de la roda posterior, probablement indicant la presència del motor muntat a la part posterior en el disseny de NSU. Els enginyers de SEAT van examinar la possibilitat de mantenir la disposició del motor posterior, però finalment van triar un motor davanter. El maleter del cotxe presentava una obertura remota mitjançant una maneta a la porta del conductor, i tenia una capacitat de combustible de 339 litres.
Les versions Sport es van oferir principalment al mercat espanyol, però també alguns cotxes es van oferir oficialment a altres països europeus com Alemanya, Holanda, Bèlgica i França. Tots dos models, el 1200 i el 1430, es van deixar de fabricar el 1979, juntament amb el SEAT 128, SEAT 133 i el Lancia Beta i Beta HPE construïts per CKD, com a part de la important reestructuració de la gamma SEAT per al 1980. Al mercat espanyol es van vendre un total de 19.332 unitats, amb 11.619 cotxes equipats amb el motor 1200 i unes 7.713 unitats amb el motor 1430, més potent però llançat tard.